# Goßmannsrode
Goßmannsrode [gɔsmansʀoːdə] ist ein Ortsteil der Gemeinde Kirchheim im osthessischen Landkreis Hersfeld-Rotenburg.

## Geografische Lage
Der Ort liegt nördlich von Kirchheim am Goßmannsröder Wasser, auch "Wölfelbach" genannt, einem Nebenfluss der Aula. In den Ort führt die Kreisstraße 35, über die man den Ort von der Bundesstraße 454 aus erreichen kann. Die Kreisstraße 36 verbindet Goßmannsrode und Reckerode.

## Geschichte

### Ortsgeschichte
Erstmals urkundlich erwähnt wurde das Dorf im Jahre 1366 als Gosmarode. Über Goßmerode und Gosmansrode entwickelte sich der Ortsname zum heutigen Goßmannsrode.
Am 1. Februar 1971 wurde die bis dahin selbständige Gemeinde Goßmannsrode im Zuge der Gebietsreform in Hessen auf freiwilliger Basis in die Gemeinde Kirchheim eingegliedert. Für Goßmannsrode, wie für alle bei der Gebietsreform nach Kirchheim eingegliederten Gemeinden sowie für die Kerngemeinde, wurden Ortsbezirke mit Ortsbeirat und Ortsvorsteher nach der Hessischen Gemeindeordnung gebildet.

### Verwaltungsgeschichte im Überblick
Die folgende Liste zeigt die Staaten und Verwaltungseinheiten, denen Goßmannsrode angehört(e):
- 1348: Heiliges Römisches Reich, Reichsabtei Hersfeld, Amt Niederaula
- ab 1378: Heiliges Römisches Reich, Landgrafschaft Hessen (1402–1458), Abtei Hersfeld, Amt Niederaula
- ab 1648: Heiliges Römisches Reich, Landgrafschaft Hessen-Kassel, Fürstentum Hersfeld, Amt Niederaula
- ab 1806: Landgrafschaft Hessen-Kassel, Fürstentum Hersfeld, Amt Niederaula
- 1807–1813: Königreich Westphalen, Departement der Werra, Distrikt Hersfeld, Kanton Obergeis
- ab 1815: Kurfürstentum Hessen, Fürstentum Hersfeld, Amt Niederaula[7]
- ab 1821: Kurfürstentum Hessen, Provinz Fulda, Kreis Hersfeld[8][Anm. 2]
- ab 1848: Kurfürstentum Hessen, Bezirk Hersfeld
- ab 1848: Kurfürstentum Hessen, Bezirk Hersfeld
- ab 1851: Kurfürstentum Hessen, Provinz Fulda, Kreis Hersfeld
- ab 1867: Königreich Preußen, Provinz Hessen-Nassau, Regierungsbezirk Kassel, Landkreis Fulda
- ab 1871: Deutsches Reich, Königreich Preußen, Provinz Hessen-Nassau, Regierungsbezirk Kassel, Kreis Hersfeld
- ab 1918: Deutsches Reich, Freistaat Preußen, Provinz Hessen-Nassau, Regierungsbezirk Kassel, Kreis Hersfeld
- ab 1944: Deutsches Reich, Freistaat Preußen, Provinz Kurhessen, Landkreis Hersfeld
- ab 1945: Amerikanische Besatzungszone, Groß-Hessen, Regierungsbezirk Kassel, Landkreis Hersfeld
- ab 1946: Amerikanische Besatzungszone, Hessen, Regierungsbezirk Kassel, Landkreis Hersfeld
- ab 1949: Bundesrepublik Deutschland, Hessen, Regierungsbezirk Kassel, Landkreis Hersfeld
- ab 1971: Bundesrepublik Deutschland, Hessen, Regierungsbezirk Kassel, Landkreis Hersfeld, Gemeinde Kirchheim[Anm. 3]
- ab 1972: Bundesrepublik Deutschland, Hessen, Regierungsbezirk Kassel, Landkreis Hersfeld-Rotenburg, Gemeinde Kirchheim

## Bevölkerung

### Einwohnerentwicklung
| Goßmannsrode: Einwohnerzahlen von 1834 bis 2015 | Goßmannsrode: Einwohnerzahlen von 1834 bis 2015 | Goßmannsrode: Einwohnerzahlen von 1834 bis 2015 | Goßmannsrode: Einwohnerzahlen von 1834 bis 2015 | Goßmannsrode: Einwohnerzahlen von 1834 bis 2015 |
| --- | ----------------------------------------------- | ----------------------------------------------- | ----------------------------------------------- | ----------------------------------------------- |
| Jahr |                                                 |                                                 |                                                 | Einwohner                                       |
| 1834 | 1834                                            |                                                 | 165                                             | 165                                             |
| 1840 | 1840                                            |                                                 | 182                                             | 182                                             |
| 1846 | 1846                                            |                                                 | 194                                             | 194                                             |
| 1852 | 1852                                            |                                                 | 200                                             | 200                                             |
| 1858 | 1858                                            |                                                 | 178                                             | 178                                             |
| 1864 | 1864                                            |                                                 | 167                                             | 167                                             |
| 1871 | 1871                                            |                                                 | 152                                             | 152                                             |
| 1875 | 1875                                            |                                                 | 137                                             | 137                                             |
| 1885 | 1885                                            |                                                 | 140                                             | 140                                             |
| 1895 | 1895                                            |                                                 | 144                                             | 144                                             |
| 1905 | 1905                                            |                                                 | 146                                             | 146                                             |
| 1910 | 1910                                            |                                                 | 137                                             | 137                                             |
| 1925 | 1925                                            |                                                 | 138                                             | 138                                             |
| 1939 | 1939                                            |                                                 | 146                                             | 146                                             |
| 1946 | 1946                                            |                                                 | 185                                             | 185                                             |
| 1950 | 1950                                            |                                                 | 196                                             | 196                                             |
| 1956 | 1956                                            |                                                 | 173                                             | 173                                             |
| 1961 | 1961                                            |                                                 | 164                                             | 164                                             |
| 1967 | 1967                                            |                                                 | 137                                             | 137                                             |
| 1970 | 1970                                            |                                                 | 144                                             | 144                                             |
| 1980 | 1980                                            |                                                 | ?                                               | ?                                               |
| 1990 | 1990                                            |                                                 | ?                                               | ?                                               |
| 2000 | 2000                                            |                                                 | ?                                               | ?                                               |
| 2006 | 2006                                            |                                                 | 151                                             | 151                                             |
| 2010 | 2010                                            |                                                 | 137                                             | 137                                             |
| 2011 | 2011                                            |                                                 | 135                                             | 135                                             |
| 2015 | 2015                                            |                                                 | 132                                             | 132                                             |
| Datenquelle: Historisches Gemeindeverzeichnis für Hessen: Die Bevölkerung der Gemeinden 1834 bis 1967. Wiesbaden: Hessisches Statistisches Landesamt, 1968. Weitere Quellen: LAGIS; Zensus 2011 Ab 2006 Daten jeweils zum Stichtag 31. Dezember des jeweiligen Jahres ohne Nebenwohnsitze |                                                 |                                                 |                                                 |                                                 |

### Einwohnerstruktur 2011
Nach den Erhebungen des Zensus 2011 lebten am Stichtag dem 9. Mai 2011 in Goßmannsrode 135 Einwohner. Darunter waren keine Ausländer.
Nach dem Lebensalter waren 21 Einwohner unter 18 Jahren, 51 zwischen 18 und 49, 33 zwischen 50 und 64 und 27 Einwohner waren älter. Die Einwohner lebten in 54 Haushalten. Davon waren 15 Singlehaushalte, 12 Paare ohne Kinder und 21 Paare mit Kindern, sowie 3 Alleinerziehende und keine Wohngemeinschaften. In 9 Haushalten lebten ausschließlich Senioren und in 36 Haushaltungen lebten keine Senioren.

### Historische Religionszugehörigkeit
| • 1885: | 174 evangelische (= 100 %) Einwohner                              |
| • 1961: | 236 evangelische (= 90,42 %), 25 katholische (= 9,58 %) Einwohner |

## Politik
Für den Ortsteil Goßmannsrode besteht ein Ortsbezirk (Gebiete der ehemaligen Gemeinde Goßmannsrode) mit Ortsbeirat und Ortsvorsteher nach der Hessischen Gemeindeordnung. Der Ortsbeirat besteht aus fünf Mitgliedern. Nach den Kommunalwahlen in Hessen 2021 gesteht der Ortsbeirat aus fünf fraktionslosen Mitgliedern. Diese wählten Katrin Boländer zur Ortsvorsteherin.

## Sehenswürdigkeiten
Für die unter Denkmalschutz stehenden Kulturdenkmale des Ortes siehe die Liste der Kulturdenkmäler in Goßmannsrode.

## Infrastruktur
- Auf seinem Weg von Bad Hersfeld nach Kirchheim fährt der Bürgerbus montags bis freitags durch den Ort. Hier verkehrt auch das AST.